# Elżbieta Urbańczyk
Elżbieta Maria Urbańczyk-Baumann (ur. 26 kwietnia 1971 w Nowym Dworze Mazowieckim) – polska kajakarka, mistrzyni świata (1994) w konkurencji K-2 500 m. Wielokrotna medalistka mistrzostw świata i Europy. Wielokrotna mistrzyni Polski.
Zawodniczka Świtu Nowy Dwór Mazowiecki (1983-1989) i KS Posnania (od 1990), wychowanka trenera Olgierda Światowiaka. Czterokrotna olimpijka (1988, 1992, 1996, 2000). W Plebiscycie Przeglądu Sportowego na najlepszego sportowca 1994 zajęła 4. miejsce, a w 1997 wygrała Plebiscyt na najlepszego sportowca Wielkopolski (wspólnie z Izabelą Dylewską).
Była żoną kajakarza Pawła Baumanna.

## Kariera sportowa

### Mistrzostwa świata
W 1994 została mistrzynią świata w konkurencji K-2 500 m (z Barbarą Hajcel), Trzykrotnie zdobywała wicemistrzostwo świata: 1995 – w konkurencji K-2 500 m (z Izabelą Dylewską-Światowiak), 1997 – w konkurencji K-2 200 m (z Izabelą Dylewską-Światowiak), 2001 – w konkurencji K-1 200 m. Również trzykrotnie zdobywała brązowy medal mistrzostw świata: 1994 – w konkurencji K-2 200 m (z Barbarą Hajcel), 1997 – w konkurencji K-2 1000 m (z Izabelą Dylewską), 2002 – w konkurencji K-1 200 m.

### Mistrzostwa Europy
Była dwukrotnie mistrzynią Europy (1997 w konkurencjach K-2 200 m i K-2 1000 m – z Izabelą Dylewską-Światowiak). Ponadto zdobyła jeden srebrny medal mistrzostw Europy (2001 w konkurencji K-1 200 m) i pięć medali brązowych (1999 w konkurencjach K-1 500 m i K-1 1000 m, 2000 w konkurencjach K-1 200 m i K-1 500 m, 2002 w konkurencji K-1 500 m

### Igrzyska Dobrej Woli
W 1994 zdobyła dwa medale Igrzysk Dobrej Woli: srebro (K-2 500 m z Barbarą Hajcel) i brąz (K-1 500 m).

### Igrzyska Olimpijskie
W igrzyskach Olimpijskich zajmowała miejsca: 8 w 1988 w konkurencji K-4 500 m (z Bożeną Ksiązek, Jolantą Łukaszewicz i Katarzyną Weiss), 6 w 1992 w konkurencji K-2 500 m (z Izabelą Dylewską), 7 w 1996 w konkurencji K-2 500 m (z Izabelą Dylewską), 5 w 2000 w konkurencji K-1 500 m.

### Mistrzostwa Polski
Była mistrzynią Polski w konkurencjach:
- K-1 200 m – 1999, 2001, 2002
- K-2 200 m – 1994 (z Barbarą Hajcel), 2002 (z Anetą Pastuszką)
- K-4 200 m – 1994 (z Barbarą Hajcel, Karoliną Słotą i Agatą Piszcz), 1995, 1996 (w obu przypadkach z Izabelą Dylewską, Kingą Gregorowicz i Agatą Piszcz), 1997 (z Izabelą Dylewską, Karoliną Słotą i Agnieszką Roszak, 2002 (z Iwoną Pyżalską, Anetą Pastuszką i Anetą Białkowską)
- K-1 500 m – 1997, 2001, 2002
- K-2 500 m – 1989 (z Beatą Brzezińską), 1992 (z Izabelą Dylewską), 1993, 1994 (w obu przypadkach z Barbarą Hajcel), 1995, 1996, 1997 (we wszystkich przypadkach z Izabelą Dylewską), 1998 (z Iwoną Pyżalską)
- K-4 500 m – 1988 (z Bożeną Książek, Jolantą Łukaszewicz i Katarzyną Weiss), 1989 (z Izabelą Dylewską, Jolantą Kizińczak i Beatą Brzezińską), 1992 (z Izabelą Dylewską, Iwoną Pyżalską i Agatą Piszcz), 1993 (z Izabelą Dylewską, Barbarą Hajcel i Karoliną Słotą), 1994 (z Barbarą Hajcel, Karoliną Słotą i Agatą Piszcz), 1995 (z Izabelą Dylewską, Karoliną Słotą i Agatą Piszcz), 1996 (z Izabelą Dylewską, Agnieszką Roszak i Agatą Piszcz), 2001 (z Małgorzatą Chojnacką, Iwoną Pyżalską i Anetą Białkowską)
- K-1 1000 m – 1999, 2000, 2001, 2002, 2003
- K-2 1000 m – 1997 (z Izabelą Dylewską), 1998, 1999 (w obu przypadkach z Iwoną Pyżalską)
- K-1 5000 m – 1992, 1994, 1997
- K-2 5000 m – 1989 (z Beatą Brzezińską), 1993 (z Barbarą Hajcel), 1995 (z Anetą Michalak, 1997 (z Izabelą Dylewską)

### Doping
W 1990 została po zawodach w Sewilli zdyskwalifikowana na dwa lata za stosowanie dopingu i nie wystartowała na mistrzostwach świata w Poznaniu.